# Haapanen (sjö i Leppävirta, Norra Savolax)
Haapanen är en sjö i kommunen Leppävirta i landskapet Norra Savolax i Finland. Sjön ligger 87,1 meter över havet. Den är 9,9 meter djup. Arean är 1,12 kvadratkilometer och strandlinjen är 13,38 kilometer lång. Sjön  ingår i Vuoksens huvudavrinningsområde.   Den ligger omkring 54 kilometer sydöst om Kuopio och omkring 310 kilometer nordöst om Helsingfors. 
I sjön finns ön Haapasensaari. 